# Festival international du film indépendant de Lille
Festival international du film indépendant de Lille était un festival lillois créé en 2005 par l'association Krysalide Diffusion qui a pour objet la promotion et la diffusion d’œuvres cinématographiques d’auteurs indépendants du monde entier.